# Ломбовож
Ломбово́ж (рос. Ломбовож) — село у складі Березовського району Ханти-Мансійського автономного округу Тюменської області, Росія. Входить до складу Саранпаульського сільського поселення.
Населення — 198 осіб (2010, 215 у 2002).
Національний склад станом на 2002 рік: мансі — 95 %.